# Cnemaspis dickersonae
Cnemaspis dickersonae là một loài thằn lằn trong họ Gekkonidae. Loài này được Schmidt mô tả khoa học đầu tiên năm 1919.